# Zakole-Wiktorowo
Zakole-Wiktorowo – wieś sołecka w Polsce położona w województwie mazowieckim, w powiecie mińskim, w gminie Mińsk Mazowiecki. Leży w południowo-wschodniej części gminy.
Niewielka wieś między Marianką a Barczącą, nad rzeką Mienią. Graniczy ze Starym Zakolem, Budami Barcząckimi, Barczącą i Chmielewem. Zajmuje powierzchnię 71,32 ha. Na terenie miejscowości istniało kiedyś gospodarstwo młynarskie, w którego skład wchodził murowany młyn o napędzie wodnym zbudowany w 1935 oraz drewniany dom z lat 30. XX wieku. Działało do lat 50., dziś nie ma po nim śladu.
W latach 1975–1998 miejscowość administracyjnie należała do województwa siedleckiego. Obecnie na terenie tej Miejscowości znajduje się obiekt sportowy z pełnowymiarowym boiskiem piłkarskim, na którym swoje mecze rozgrywa drużyna Świt Barcząca.
Wierni Kościoła rzymskokatolickiego należą do parafii Matki Bożej z Guadalupe w Budach Barcząckich.